# Oxylymma caeruleocincta
Oxylymma caeruleocincta är en skalbaggsart som beskrevs av Bates 1885. Oxylymma caeruleocincta ingår i släktet Oxylymma och familjen långhorningar.
Artens utbredningsområde är:
- Costa Rica.
- Panama.

Inga underarter finns listade i Catalogue of Life.